# Rákóczi Lajos
Rákóczi és felsővadászi báró Rákóczi Lajos (1570 körül – Mezőzombor, 1612. január 3.) Lippa, majd Kálló várának kapitánya, generális, a hajdúk főkapitánya, Rákóczi Zsigmond erdélyi fejedelem unokatestvére.

## Élete
Rákóczi Lajos ötgyermekes, köznemesi családba született, apja a török fogságot is megjárt vitéz katona, Rákóczi György, anyja welezdi Kövér Dorottya (welezdi Kövér György de genere Hont-Pázmány és Korláth Krisztina leánya), testvérei: Mihály, Zsigmond, László és Anna. Egészen fiatal korától fogva katonáskodott, részt vett a tizenöt éves háborúban. 1600 és 1603 között Basta parancsnoksága alatt Erdélyben harcolt. Amikor 1603 nyarán Basta feleslegessé vált szövetségesét, Mihály vajdát meg akarta öletni, Rákóczi a vajda védelmére kelt, de majdnem életét vesztette, négy sebet kapott, de a sebészek kezei megmentették. 1604-től Lippa kapitánya, 1605 elején pedig csatlakozott Bocskaihoz, aki 1606 elején a mezei hadak generálisává és egyúttal Kálló kapitányává nevezte ki. Amíg Kállón volt, távolról elintézte Lippa visszafoglalását. Egyik hadnagyát, Nagy Lőrincet küldte el 300 hajdúval, és még Petneházy István jenei kapitány is adott erősítést. Lippán a törökök végül megadták magukat. Ugyanebben az évbben Rákóczi felajánlotta szolgálatait az osztrák császári udvarnak, majd 1607. november 5-én bárói címet kapott a háborúban és a végvári küzdelmekben elért érdemeiért. 1608. december 5-én unokatestvére az erdélyi fejedelem meghalt, így kiskorú fiainak, Györgynek, Zsigmondnak és Pálnak a gyámja lett. 1611-ben csatlakozott Forgách Zsigmond Báthory Gábor elleni erdélyi hadjáratához. Ebből a hadjáratból azonban Rákóczi súlyos betegen tért haza Mezőzomborba, ahol a következő év januárjában meg is halt. Rákóczi sosem nősült meg, utódai nem maradtak.